# Himara
Himara (alb.: Himara ili Himarë, grč.: Χειμάρρα – Himarra) grad je i općina u južnoj Albaniji točnije u distriktu Vlorë. Općinu Himara čini 7 sela: Dhërmi, Palase, Vuno, Pilur, Qeparo, Shen Vasilije, Kudhës i Iliasi. Zbog svoje lokacije i topla vremena Himara je jedan od najprivlačnijih gradova na albanskoj rivijeri. Ima oko 3000 stanovnika.